# Conselho Militar Supremo da Guiné Equatorial
O Conselho Militar Supremo da Guiné Equatorial, inicialmente chamado Conselho Militar Revolucionário, foi o governo de facto da República da Guiné Equatorial no período de agosto de 1979 (revogação da Constituição de 1973) a agosto de 1982 (adoção da Constituição de 1982).

## História

### O golpe da liberdade
Em 3 de agosto de 1979, Francisco Macías foi deposto por um golpe de Estado liderado por um grupo de oficiais surgidos da Academia Militar de Zaragoza, entre os quais se encontravam Eulogio Oyó Riqueza,, o vice-presidente da República Bonifacio Nguema Esono Nchama, caído em desgraça e principal responsável pelo corpo cubano instalado em Guiné, o tenente e chefe da  Marinha Nacional Florencio Mayé Elá, o capitão de Infantaria Salvador Elá Nseng, o alferes da milicia popular Braulio Nsue Ona, o alferes Felix Mba Ondo Nchama, chefe militar de Rio Muni caído em desgraça, o governador do Banco Popular da Guiné Equatorial Damián Ondo Maye Avang, todos liderados pelo sobrinho de Macías, o tenente-general Teodoro Obiang, que tinha sido caide da prisão de Black Beach (Bioko). Antes do golpe, Obiang havia acedido ao cargo de secretário-geral do Ministério das Forças Armadas Populares  em 1976 e, em 1979, ao de vice-ministro das Forças Armadas.

### Desenvolvimento
Deposto Macías, este grupo foi constituído como Conselho Militar Revolucionário presidido pelo próprio Obiang. Formaram parte também do Conselho Militar Florencio Mayé Elá como primeiro vice-presidente e comissário do Ministério dos Assuntos Exteriores e Salvador Ela Nseng como segundo vice-presidente, entre outros. As ilhas do país seriam renomeadas para Bioko (antes "Ilha de Macías Nguema Biyogo") e Annobón (antes "Ilha de Pagalú"). O novo regime constatou que os cofres do Estado estavam vazios e a população era de apenas um terço daquela que havia no momento da independência do país por causa da repressão e do exílio.
Em 23 de agosto foi constituído o primeiro gabinete do Conselho Militar, composto por onze membros: o Presidente Obiang, Florencio Mayé como primeiro vice-presidente do governo e encarregado dos Assuntos Exteriores, Salvador Elá como segundo vice-presidente e responsável pelas Finanças e Comércio, Félix Mbá Nchama (Interior), Pablo Qbama Eyang (Saúde), Policarpo Monduy Mbá (Justiça), Pedro Nsué Qbama (Indústria e Minas), Paulino Obiang Enama (Agricultura, Pecuária e Florestas), Tarsicio Mané Abeso (Cultura e Obras Públicas), Pedro Edú (Transportes e Urbanismo) y Melchor Ndong (Trabalho).
Em 25 de agosto o Partido Único Nacional dos Trabalhadores (PUNT) é dissolvido e o Conselho Militar Revolucionário seria rebatizado para Conselho Militar Supremo. Em setembro, antes do julgamento contra o ex-ditador, foi descoberto uma conspiração para resgatar da prisão o ex-presidente Macías, e um contingente de entre 90 e 110 peritos de segurança marroquina chegou a Malabo, após a visita a Rabat de Feliciano Mba, diretor-geral da Segurança durante o regime de Macías. Macías foi julgado, condenado à morte e executado em 29 de setembro de 1979.
Em 12 de outubro de 1979 Teodoro Obiang autoproclamou-se presidente do país. Em 31 de outubro do mesmo ano foi firmado pela primeira vez desde 1971 um acordo de cooperação entre a Espanha e Guiné Equatorial e um protocolo de ação, aos quais se seguiriam em 5 de dezembro de 1979 a um acordo de cooperação financeira e dois protocolos.
Em fevereiro de 1980 Salvador Ela Nseng foi destituído como segundo vice-presidente do Conselho Militar e substituído por Eulogio Oyó.
Espanha e Guiné Equatorial finalmente assinariam um Tratado de Amizade e Cooperação em outubro de 1980.

### Nova constituição e dissolução do Conselho Militar
Em agosto de 1982 foi aprovada por referendo uma nova Constituição, substituindo o Conselho Militar por um governo formal e da Câmara dos Representantes do Povo.